# محض رضای خدا (فیلم ۱۹۵۰)
محض رضای خدا (انگلیسی: For Heaven's Sake) یک فیلم به کارگردانی جرج سیتون است که با سبک فیلم فانتزی در سال ۱۹۵۰ منتشر شد.

## بازیگران
- کلیفتون وب
- جوآن بنت
- رابرت کامینگز
- ادموند گون
- جون بلوندل
- تامی رتیگ
- رابرت کنت